# Чорленска и Серентийска епархия
Чорленската и Серентийска епархия (на гръцки: Ιερά Μητρόπολη Τυρολόης καί Σερεντίου) e титулярна епархия на Вселенската патриаршия. Диоцезът съществува до 1922 година със седалище в тракийския град Чорлу (Тиролои), Турция. Титлата на предстоятеля е Митрополит Чорленски и Серентийски, ипертим и екзарх на Тракия (Ο Τυρολόης και Σερεντίου, υπέρτιμος και έξαρχος Θράκης).

## История
Дзурулос (днес Чорлу), разположен на 105 km западно от Константинопол, става епископия на Ираклийската митрополия в VIII век. Серентион (днес Бинкълъч), на 45 km североизточно от Чорлу, става епископия на Ираклия в X век. Преди 1328 година Тиролои става архиепископия, а преди 1347 година – митрополия. След завладяването на града от османските турци в 1359 година епархията отново е понижена в епискоипя и обединена със Серентийската. На 9 декември 1840 година е повишена в митрополия, но през юни 1848 година митрополията е закрита и диоцезът ѝ присъединен към този на Ираклийската митрополия. На 8 февруари 1907 година митрополията е възстановена.
Чорленската и Серентийската митрополия граничи с Визенската и Черно море на север, Деркоската и Силиврийската на изток и Ираклийската на юг и запад.

## Епископи (до 9 декември 1840 г.) и митрополити
| Име         | Име                     | Управление                           | Забележка                             | Години         |
| ----------- | ----------------------- | ------------------------------------ | ------------------------------------- | -------------- |
| Неофит II   | Νεόφυτος                | 1781 – 1808                          |                                       | ? – около 1808 |
| Серафим     | Σεραφείμ                | 1808 – ?                             |                                       |                |
| Дионисий    | Διονύσιος               | 1821 - юли 1830                      | в ираклийски м.                       | ? – 1848       |
| Григорий    | Γρηγόριος Πούμπουρας    | август 1830 - януари 1835            | в галиполски м.                       | ? – 1881       |
| Никодим     | Νικόδημος Ακρής         | януари 1835 - 1840?                  | свален, в дринополски м.              | ? – ≥ 1847     |
| Мелетий     | Μελέτιος Σταραβέρος     | 9 декември 1840 - юни 1848           | в погониански м.                      | 1819 – 1872    |
| Никифор     | Νικηφόρος               | 8 февруари 1907 - 15 февруари 1911   | от литицки м., в месемврийски м.      | ? – 1931       |
| Хрисостом   | Χρυσόστομος Παπαχρήστου | 15 февруари 1911 - 8 октомври 1958 † | от фотикийски т.е. (22 декември 1907) | 1868 – 1958    |
| Пантелеймон | Παντελεήμων             | 15 ноември 1977 - 7 август 2019 †    | от тиански т.е. (9 юни 1974)          | 1929 - 2019    |